# Ditrichum bogotense
Ditrichum bogotense är en bladmossart som beskrevs av Brotherus 1901. Ditrichum bogotense ingår i släktet grusmossor, och familjen Ditrichaceae. Inga underarter finns listade i Catalogue of Life.